# Luzuriaga parviflora
Luzuriaga parviflora är en alströmeriaväxtart som först beskrevs av Joseph Dalton Hooker och som fick sitt nu gällande namn av Carl Sigismund Kunth.
Luzuriaga parviflora ingår i släktet Luzuriaga och familjen alströmeriaväxter. Inga underarter finns listade i Catalogue of Life.